# Domaszkowice
Domaszkowice est une localité polonaise de la gmina et du powiat de Nysa en voïvodie d'Opole.